# Džbánice
Džbánice (do roku 1925 Žbanice, německy Zbanitz) jsou obec v okrese Znojmo v Jihomoravském kraji. Žije zde 135 obyvatel.
Sousedními obcemi sídla jsou Trstěnice, Skalice, Dobelice, Čermákovice a Vémyslice.

## Geografie
Obec Džbánice na Znojemsku se nachází v oblasti Jevišovické pahorkatiny v nadmořské výšce 321 m n. m. až k vrcholu Tanárka. Je rozdělena hlubokým korytem ve dví. V tomto rozdělení pramení Míšovický potok, který obcí protéká. Obec se nachází 12 km jihozápadně od Moravského Krumlova a 22 km severozápadně od Znojma.

## Historie
První písemná zmínka o obci se datuje k 29. prosinci roku 1253.
Z doby prvních zemědělců byl zde nalezen řídícím učitelem Jaroslavem Horňanským v roce 1937 unikátní hromadný hrob. V odkryté jámě o průměru 1,5 m a o hloubce 1 m zde chaoticky leželo ve skrčené poloze 12 koster dospělých i dětí. Kromě lidských koster zde byla nalezena lebka psa, několik celých i rozbitých nádob a náhrdelník z kamenných korálků. Nádoby byly zdobeny bílým geometrickým vzorem. Jsou skvělou ukázkou hrnčířského umění a patří do tzv. moravské malované keramiky. Tyto nálezy jsou uloženy v Moravském zemském muzeu.
Džbánice velmi utrpěly během třicetileté války. Několik desetiletí po ukončení tohoto konfliktu byla vesnice zcela pustá. Obnova probíhala obtížně a ještě v roce 1749 nebyla polovina usedlostí osazena. Zdejší šlechtické sídlo – tvrz, se připomíná pouze jedenkrát v roce 1629 při prodeji Džbánic. Doba vzniku ani přesná poloha není známa. Zbytky tvrze jsou pravděpodobně v zástavbě současného hospodářského dvora.

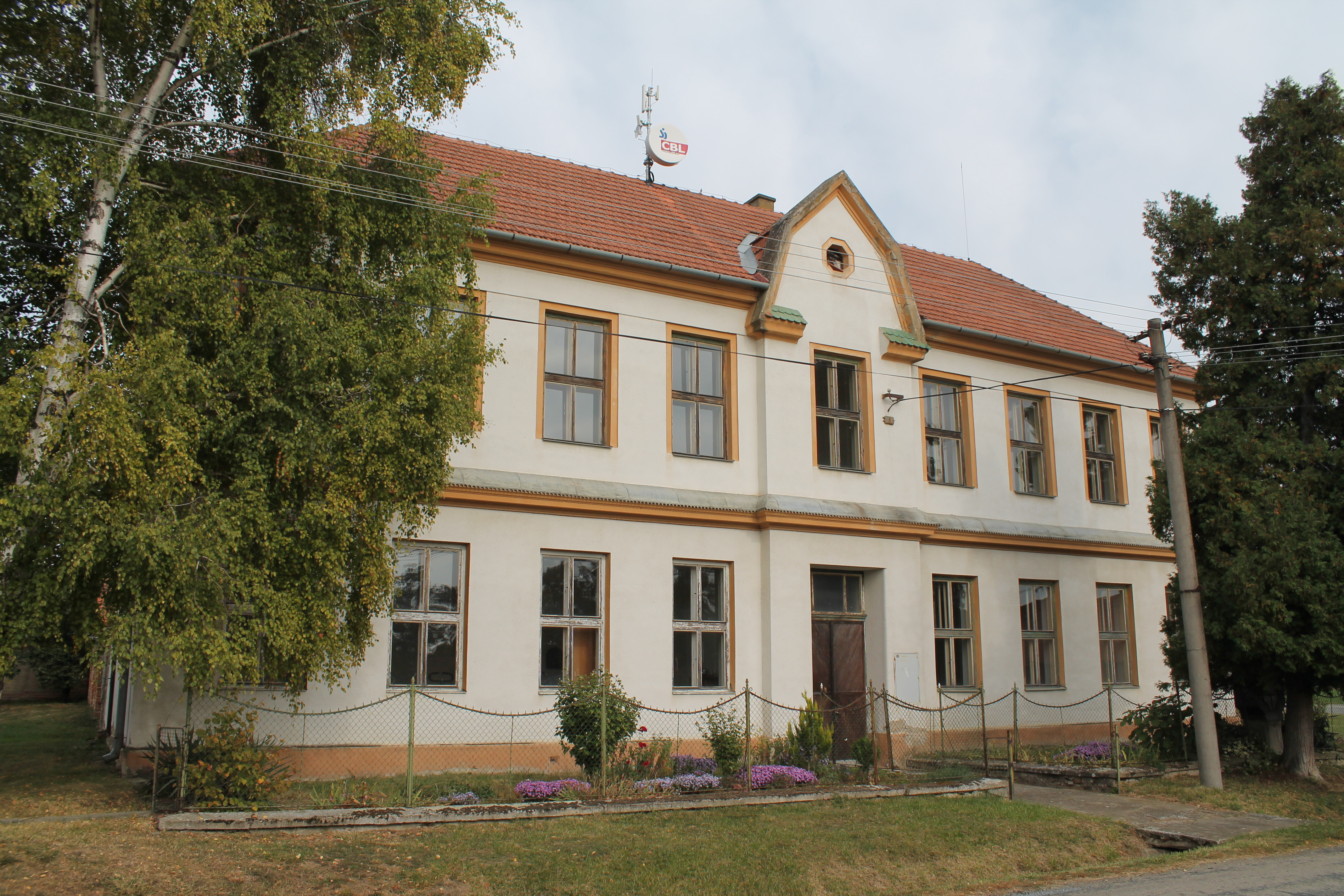
Bývalá základní škola

V roce 1903 byl založen sbor dobrovolných hasičů. Obec se zapsala do národních dějin tím, že v podzemí obchodu Bohuslava Černého v č. p. 60 ukrývala po dva roky manželku a dceru armádního generála Ludvíka Svobody, pozdějšího prezidenta republiky. Obě jmenované ženy se objevily na denním světle až 8. května 1945. Obchod často kontrolovala německá policejní služba, na ukrývané celostátně hledané ženy však nepřišla. V případě jejich nalezení hrozil obci osud vymazání z mapy. Ve 30. letech minulého století bylo postaveno nejvíce rodinných domků, k dalšímu rozmachu výstavby došlo v roce 1971. Založení JZD se datuje od roku 1957. V letech 1967–1968 byl postaven kulturní dům. V místní škole, která byla postavena v roce 1913, se učilo do roku 1976.

## Současnost
V současnosti děti navštěvují školy v Trstěnicích, Vémyslicích, Moravském Krumlově a ve Višňové. Džbánice mají vlastní 83 m hluboký vrt, zkolaudovaný v roce 1999 a vodovod. Obecní voda splňuje normu pro kojence a používají ji dvě třetiny obyvatel. Obec je od roku 1999 plynofikována, 65 % domácností topí plynem. Zásobování obce základními potravinami a dalšími nezbytnými potřebami zabezpečuje obchod se smíšeným zbožím. Ve vybudované požární nádrži je přes léto možnost koupání, vycházky do zdejší přírody lze spojit např. se sběrem hub v lese. V obci působí myslivecké sdružení Cinkulka, Sbor dobrovolných hasičů, a je zde knihovna s přípojením na internet.
Obec Džbánice je členem mikroregionu Moravskokrumlovsko. Mikroregion vznikl v dubnu 2004. Členskými obcemi jsou rovněž Čermákovice, Dobelice, Dobřínsko, Dolní Dubňany, Horní Dubňany, Jamolice, Jezeřany-Maršovice, Kadov, Kubšice, Moravský Krumlov, Petrovice, Rešice, Rybníky, Skalice, Trstěnice, Tulešice, Vedrovice a Vémyslice. Cílem založení a předmětem činnosti mikroregionu Moravskokrumlovsko je podporovat komplexní rozvoj území, tj. zvyšovat a podporovat ekonomickou, sociální a ekologickou stabilitu a trvale udržitelný rozvoj území.

## Pamětihodnosti

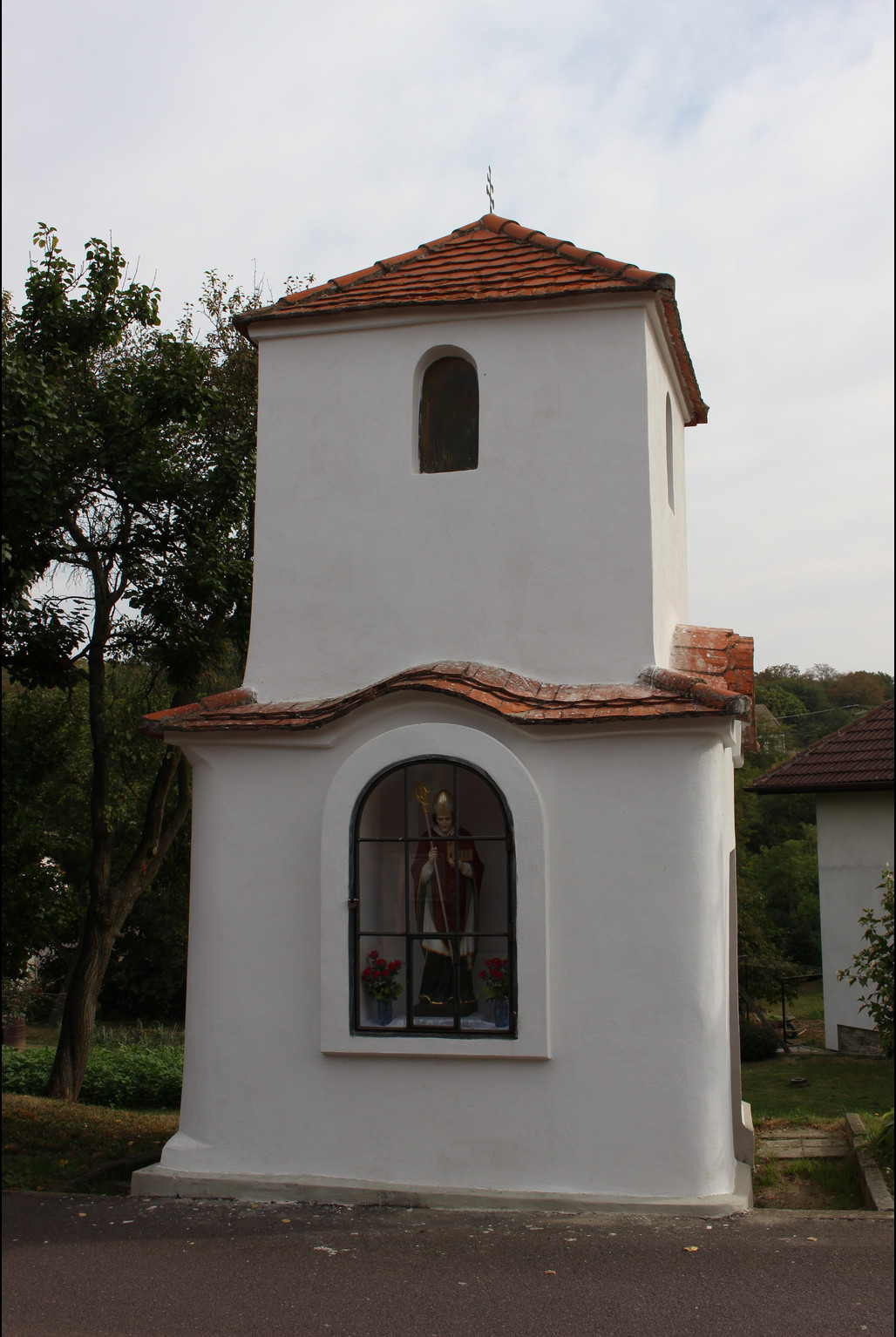
Kaple sv. Gotharda

Kaple svatého Gotharda, nacházející se v obci, pocházející z roku 1846. V neděli nejbližší památce sv. Gotharda (5. května) se vždy koná u ní slavnostní poutní mše svatá.
Jižním směrem se nad Džbánicemi zvedá vrcholek Žlíbky (341 m n. m.). Východním směrem od obce je chráněné území přírodní rezervace Na Kocourkách a tvoří ji malý rulový vrcholek s chráněnými teplomilnými rostlinami a naleziště zkamenělin.